# Кошаркашка репрезентација Зеленортских Острва
Кошаркашка репрезентација Зеленортских Острва (порт. Seleção Cabo-Verdiana de Basquetebol) представља Зеленортска Острва на међународним такмичењима и под контролом је Кошаркашког савеза Зеленортских Острва  (порт. Federação Cabo-verdiana de Basquetebol).
Њихово највеће достигнуће била је бронзана медаља на Афричком првенству 2007., где су у утакмици за треће место победили Египат.
Зеленортска острва су се 26. фебруара 2023. квалификовала за своје прво Светско првенство. Ова земља је постала најмања нација која се икада квалификовала на Светско првенство, оборивши рекорд који је држала Црна Гора.

## Учешћа на међународним такмичењима

### Светска првенства
| Година | Пласман | Турнир                  | Домаћин |
| ------ | ------- | ----------------------- | ------- |
| 2023.  | 28.     | Светско првенство 2023. | /       |

### Афричка првенства
| Година | Позиција         | Турнир                  |
| ------ | ---------------- | ----------------------- |
| 1989.  | Није учествовала | Афричко првенство 1989. |
| 1992.  | Није учествовала | Афричко првенство 1992  |
| 1993.  | Није учествовала | Афричко првенство 1993. |
| 1995.  | 5.               | Афричко првенство 1995. |
| 1997.  | 7.               | Афричко првенство 1997. |
| 1999.  | 9.               | Афричко првенство 1999. |
| 2001.  | Није учествовала | Афричко првенство 2001. |
| 2003.  | Није учествовала | Афричко првенство 2003. |
| 2005.  | Није учествовала | Афричко првенство 2005. |
| 2007.  | 3.               | Афричко првенство 2007. |
| 2009.  | 13.              | Афричко првенство 2009. |
| 2011.  | Није учествовала | Афричко првенство 2011. |
| 2013.  | 6.               | Афричко првенство 2013. |
| 2015.  | 10.              | Афричко првенство 2015. |
| 2017.  | Није учествовала | Афричко првенство 2017. |
| 2021.  | 4.               | Афричко првенство 2021  |

## Екипа

### Тренутни састав
Састав на Светско првенство у кошарци 2023..

### Главни тренери
- Емануел Тровоада – 2007
- Ерик Силва – 2008
- Алекс Нвора – 2009–2013[5]
- Антонио Таварес – 2014
- Луи5 Магаљаес – 2015
- Емануел Тровоада – 2016–данас